# Camino Ignaciano
El Camino Ignaciano es un itinerario turístico cultural y un Sendero de Gran Recorrido homologado (GR-21) que recrea la ruta que Ignacio de Loyola recorrió el año 1522 desde Loyola hasta Manresa. Consta de 27 etapas.
La ruta pasa por el País Vasco, La Rioja, Navarra, Aragón y Cataluña.

## Etapas
Loyola — Zumárraga — Aránzazu — Araya — Alda — Genevilla — Laguardia — Navarrete — Logroño — Alcanadre — Calahorra — Alfaro — Tudela — Gallur — Alagón — Zaragoza — Fuentes de Ebro — Venta de Santa Lucía (Pina de Ebro) — Bujaraloz — Candasnos — Fraga — Lérida — Palau de Anglesola — Verdú — Cervera — Igualada — Montserrat — Manresa ---------- Tarrasa — Barcelona

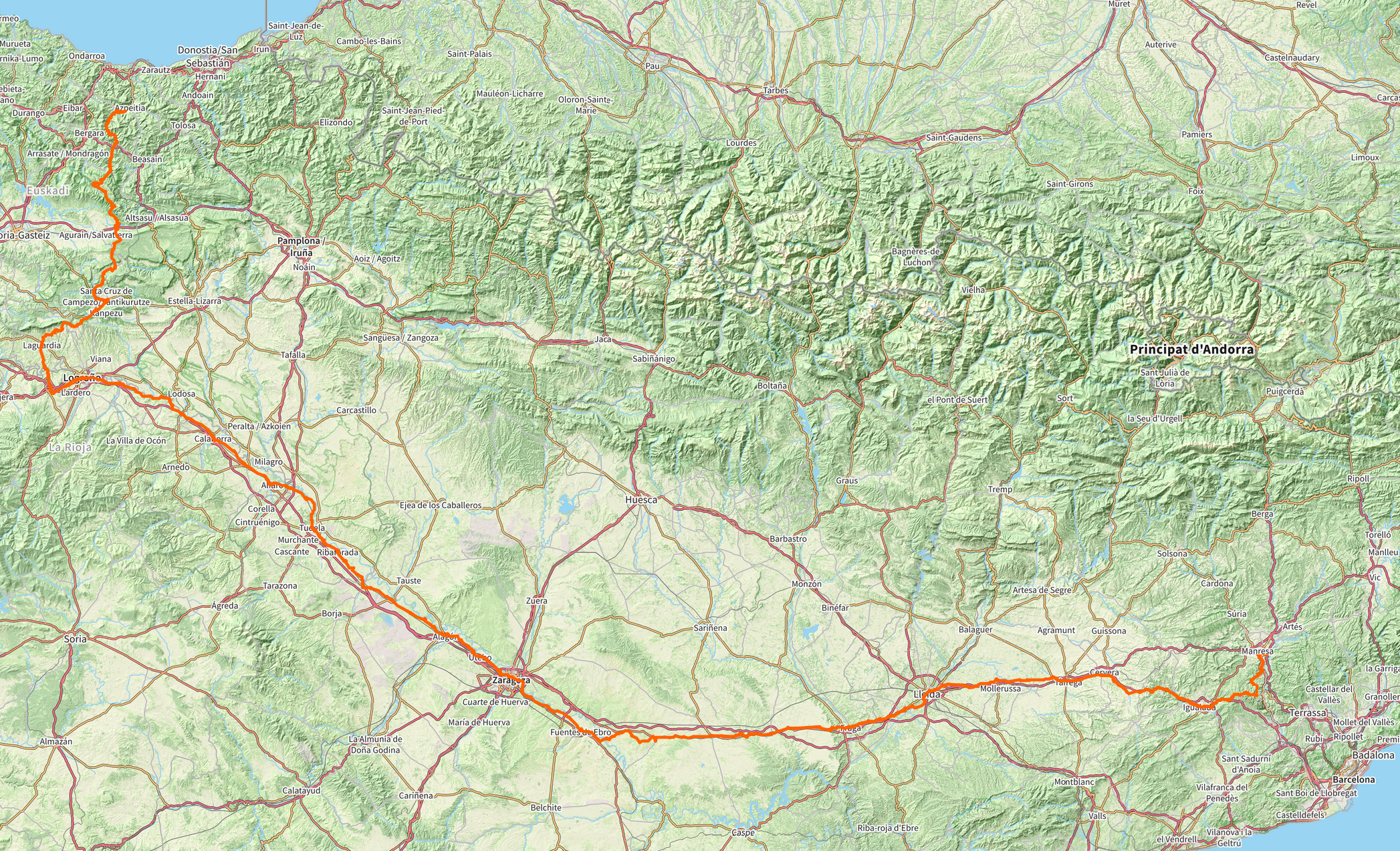
Mapa del Camino Ignaciano.